# Seazen Group
Seazen Group — китайская строительная компания, один из крупнейших застройщиков и девелоперов КНР. Штаб-квартира расположена в Шанхае, официально зарегистрирована на Каймановых островах. За 2020 год было сдано недвижимости общей площадью 23,49 млн м² стоимостью 251 млрд юаней. В списке крупнейших компаний мира Forbes Global 2000 за 2021 год Seazen Group заняла 572-е место (452-е по размеру выручки, 443-е по чистой прибыли, 444-е по активам).

## История
Компания была основана 14 июня 1996 года под названием Future Land Development. Seazen Group (холдинг для этой компании) был зарегистрирован 23 апреля 2010 года. С 29 ноября 2012 года акции Seazen Group котируются на Гонконгской фондовой бирже.

## Акционеры
Крупнейшим акционером Seazen Group является компания Wealth Zone Hong Kong Investments, зарегистрированная на Британских Виргинских островах. Владелец этой компании — Ван Чжэньхуа (Wang Zhenhua 王振華, 68,02 % акций).

## Деятельность
Компания в основном работает в восточной части КНР. Из 112 городов, в которых компания ведёт строительство, наибольший вклад в выручку принесли Чанчжоу (13,6 млрд юаней), Сучжоу (13,6 млрд), Пекин (11,5 млрд), Вэньчжоу (11,1 млрд), Тяньцзинь (10,7 млрд), Ханчжоу (8,7 млрд), Шанхай (8,5 млрд), Яньчэн (8,2 млрд), Нанкин (7,6 млрд), Хучжоу (6,6 млрд), Сучжоу (5,8 млрд), Чанша (5,3 млрд), Ухань (5,1 млрд) и Куньмин (5,1 млрд).
Подразделения по состоянию на 2020 год:
- Строительство и продажа недвижимости — выручка 137,6 млрд юаней.
- Инвестиции в недвижимость — управление торговой недвижимостью (95 торгово-развлекательных центров Wuyue Plaza) и офисным центром Seazen Holdings Tower в Путо; выручка 2,4 млрд юаней.
- Сдача недвижимости в аренду — выручка 2,9 млрд юаней.
- Другая деятельность — неосновные направления деятельности; выручка 3,2 млрд юаней.

## Дочерние компании
Основной дочерней компанией является Seazen Holdings Co., Ltd. (ранее Future Land Development Holdings), акции которой котируются на Шанхайской фондовой бирже (SSE: 601155); доля группы в акционерном капитале этой компании составляет 67,4 %. На неё приходится почти вся деятельность Seazen Group (145,5 млрд из 146,1 млрд юаней выручки за 2020 год).

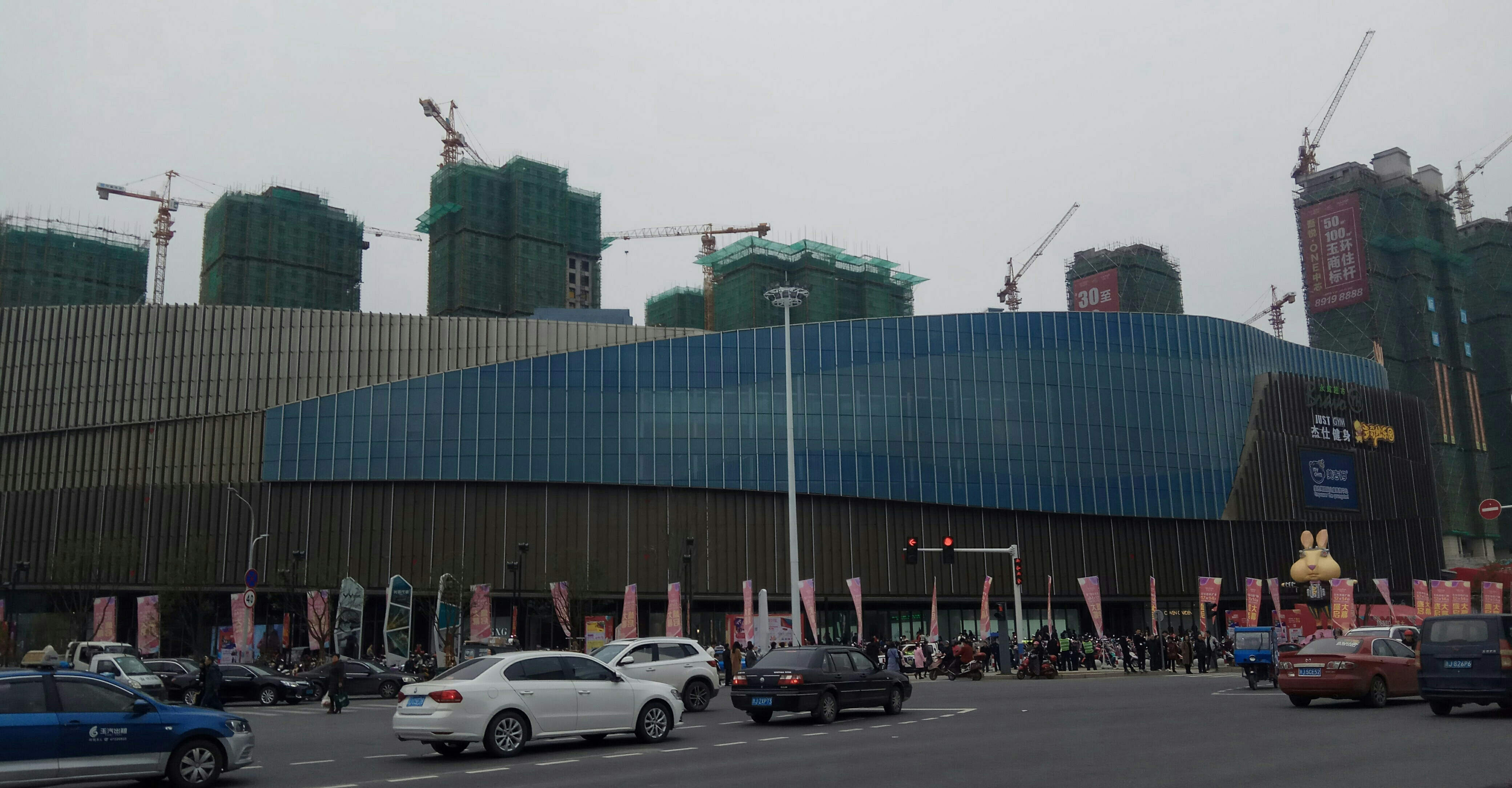
Wuyue Shopping Mall (Юйхуань)